# آنیزوکوری
آنیزوکوری (انگلیسی: Anisocoria) وضعیتی است که با اندازه نابرابر مردمک چشم مشخص می‌شود. آنیزوکوری که تا ۲۰ درصد از جمعیت را تحت تأثیر قرار می‌دهد، اغلب کاملاً بی‌ضرر است، اما می‌تواند نشانه مشکلات پزشکی جدی‌تری باشد.

## علل
آنیزوکوری یک بیماری شایع است که با اختلاف ۰٫۴ میلی‌متر یا بیشتر بین اندازه مردمک چشم تعریف می‌شود.
آنیزوکوری دلایل گوناگونی دارد:
- آنیزوکوری فیزیولوژیکی: حدود ۲۰ درصد از جمعیت دارای یک تفاوت جزئی در اندازه مردمک هستند که به آن آنیزوکوری فیزیولوژیکی معروف است. در این شرایط، تفاوت میان مردمک‌ها معمولاً کمتر از ۱ میلی‌متر است.[۳]
- سندرم هورنر
- آنیزوکوری مکانیکی: گاهی اوقات تروما، جراحی چشم یا التهاب قبلی (یووئیت، گلوکوم بسته زاویه) می‌تواند منجر به چسبندگی میان عنبیه و عدسی شود.
- مردمک تونیک آدی: مردمک تونیک معمولاً یک ناحیه خوش‌خیم جدا شده‌است که در زنان جوان نمایان می‌شود. ممکن است با از دست دادن رفلکس تاندون عمیق (سندرم ادی) همراه باشد. مردمک تونیک با اتساع تأخیری عنبیه به ویژه پس از محرک نزدیک، انقباض عنبیه سگمنتال و حساسیت مردمک به محلول ضعیف پیلوکارپین مشخص می‌شود.[۴]
- فلج عصب چشمی: ایسکمی، آنوریسم داخل جمجمه، بیماری‌های دمیلینه کننده (مانند مولتیپل اسکلروزیس)، ضربه به سر و تومورهای مغزی شایع‌ترین علل فلج عصب چشمی در بزرگسالان هستند. در ضایعات ایسکمیک عصب چشمی، عملکرد مردمک معمولاً در امان است در حالی که در ضایعات فشاری مردمک درگیر می‌شود.
- عوامل دارویی با خواص آنتی کولینرژیک یا سمپاتومیمتیک باعث آن می‌شوند، به ویژه اگر در یک چشم تزریق شوند. برخی از نمونه‌هایی از عوامل دارویی که ممکن است بر مردمک چشم تأثیر بگذارند عبارتند از: پیلوکارپین، کوکائین، تروپیکامید، MDMA، دکسترومتورفان و ارگولین. آلکالوئیدهای موجود در گیاهانی از جنس‌های Brugmansia و Datura مانند اسکوپولامین نیز ممکن است باعث ایجاد آنیزوکوری شوند.[۵]
- میگرن[۶]

## تشخیص
علل آنیزوکوری از شرایط خوش‌خیم (طبیعی) تا تهدید کننده زندگی متغیر است. از نظر بالینی، تعیین اینکه آیا آنیزوکوری در نور کم یا روشن آشکارتر است یا خیر، مهم است تا مشخص شود که مردمک بزرگتر یا کوچکتر مردمک غیرطبیعی است.
آنیزوکوری که بدتر می‌شود (عدم تقارن بیشتر میان مردمک‌ها) در تاریکی نشان می‌دهد که مردمک کوچک (که در شرایط تاریک باید گشاد شود) مردمک غیرطبیعی است و نشان‌دهنده سندرم هورنر یا آنیزوکوری مکانیکی است. در سندرم هورنر رشته‌های عصبی سمپاتیک دارای نقص هستند، بنابراین مردمک چشم درگیر در تاریکی گشاد نمی‌شود. اگر مردمک کوچکتر در پاسخ به تزریق قطره چشمی آپراکلونیدین گشاد شود، نشان‌دهنده وجود سندرم هورنر است.
آنیزوکوری که در نور شدید بیشتر است نشان می‌دهد مردمک بزرگتر (که در شرایط روشن باید منقبض شود) مردمک غیرطبیعی است. این ممکن است نشان دهنده مردمک تونیک آدی، اتساع فارماکولوژیک، فلج عصب چشمی یا عنبیه آسیب دیده باشد.
نقص نسبی مردمک آوران (RAPD) که به نام مردمک مارکوس گان نیز شناخته می‌شود، باعث آنیزوکوری نمی‌شود.
برخی از علل آنیزوکوری تهدید کننده زندگی هستند، از جمله سندرم هورنر (که ممکن است به دلیل برش شریان کاروتید باشد) و فلج عصب چشمی (به دلیل آنوریسم مغزی، فتق ناقص یا ضربه به سر).
اگر معاینه کننده مطمئن نباشد که مردمک غیرطبیعی منقبض یا گشاد شده‌است، و اگر افتادگی یک طرفه پلک وجود داشته باشد، می‌توان تصور کرد که مردمک با اندازه غیرطبیعی همان مردمک کناری پتوز است. این به این دلیل است که سندرم هورنر و ضایعات عصب چشمی هر دو باعث پتوز می‌شوند.
آنیزوکوری معمولاً یک بیماری خوش‌خیم است که با علائم دیگر (آنیزوکوری فیزیولوژیکی) همراه نیست. عکس‌های قدیمی صورت بیماران اغلب به تشخیص و تعیین نوع آنیزوکوری کمک می‌کند.
اگر بیمار دچار آنیزوکوری با شروع حاد شود، باید یک اورژانس در نظر گرفته شود. این موارد ممکن است به دلیل ضایعات توده مغزی باشد که باعث فلج عصب چشمی می‌شود. آنیزوکوری در حضور گیجی، کاهش وضعیت ذهنی، سردرد شدید یا سایر علائم عصبی می‌تواند یک اورژانس جراحی مغز و اعصاب را هشدار دهد. این به این دلیل است که یک خونریزی، تومور یا توده داخل جمجمه دیگری می‌تواند به اندازه‌ای بزرگ شود که عصب سوم جمجمه (CN III) فشرده شود، که منجر به اتساع غیرقابل مهار مردمک در همان سمت ضایعه می‌شود.

## خوانش بیشتر
- "Anisocoria." "Stedman's Medical Dictionary, 27th ed." (2000). شابک ‎۰−۶۸۳−۴۰۰۰۷-X
- Victor, Maurice and Allan H. Ropper. "Adams and Victor's Principles of Neurology, 7th ed." (2001). شابک ‎۰−۰۷−۰۶۷۴۹۷−۳